# Bruchomorpha bunni
Bruchomorpha bunni är en insektsart som beskrevs av Doering 1940. Bruchomorpha bunni ingår i släktet Bruchomorpha och familjen Caliscelidae. Inga underarter finns listade i Catalogue of Life.